# Amen (песня Аны Соклич)
Amen (с англ. — «Аминь») — песня словенской певицы Аны Соклич, с которой представляла Словению на конкурсе «Евровидение-2021» в Роттердаме, Нидерланды.

## Участие на Евровидении

### Внутренний отбор
16 мая 2020 года RTV Slovenija подтвердила, что Ана Соклич будет представлять Словению на конкурсе 2021 года.
После объявления Соклич в качестве исполнителя, композиторы смогли представить свои песни вещателю в период с 13 июля 2020 года до 30 сентября 2020 года. За период подачи заявок вещатель получил 191 песню. Экспертная комиссия в составе Соклич, Дарьи Свайгер (певица, тренер по вокалу и представитель Словении на Евровидении 1995 и 1999) и Владимир Граич (композитор песни «Молитва», с которой Сербия победила на Евровидении-2007) в шорт-лист вошли три песни из полученных заявок, причем словенская заявка была определена альтернативной экспертной комиссией, состоящей из Дарьи Швайгер, Мойки Менарт (руководитель издательского бизнеса ZKP RTV Slovenija) и Матевжа Шалехара (музыкант и певец) из трех шорт-листов.
Песня была представлена во время специального шоу EMA 2021 27 февраля 2021 года в RTV Slovenija Студия 1 в Любляне.
Словения выступила в первой половине первого полуфинала конкурса, но не прошла в финал.